# Saison 1946-1947 du FC Nantes
Chronologie
Saison précédente Saison suivante
La saison 1946-1947 du FC Nantes est la 4e saison de l'histoire du club nantais. Le club est engagé dans deux compétitions officielles: Division 2 (2e participation) et Coupe de France (4e participation).

## Effectif et encadrement

### Transferts
| Nom                      | Nationalité      | Poste     | Transfert                  | Provenance/Destination | Division        |
| ------------------------ | ---------------- | --------- | -------------------------- | ---------------------- | --------------- |
| Arrivées                 |                  |           |                            |                        |                 |
| Eugène Abautret          | France           | Défenseur |                            | AS Brest               | DH Ouest (D3)   |
| François Maestroni       | France           | Milieu    |                            | US La Roche-Rigault    |                 |
| René Pouillot            | France           | Milieu    |                            |                        |                 |
| Charles Deru             | France           | Attaquant |                            |                        |                 |
| Jacques "Jacky" Scuiller | France           | Attaquant |                            | CS Penmarch            | ?               |
| René Buton               | France           |           |                            |                        |                 |
| Stanislas Flack          | France           |           |                            |                        |                 |
| Départs                  |                  |           |                            |                        |                 |
| Maurice Sellin           | France           | Défenseur | Transfert (500.000 francs) | Stade rennais UC       | Division 1 (D1) |
| Aimé Nuic                | France           | Milieu    | Retraite sportive          |                        |                 |
| René Morin               | France           | Attaquant |                            |                        |                 |
| Louis Ruffini            | France           | Attaquant |                            |                        |                 |
| Durand                   | France           |           |                            |                        |                 |
| René Lopez               | France           |           |                            |                        |                 |
| Bayir Oulanoff           | Union soviétique |           |                            |                        |                 |
| Suquet                   | France           |           |                            |                        |                 |

## Compétitions

### Division 2
| Date                        | Journée | Adversaire                        | Lieu | Score | Buteurs du FC Nantes                                     | Class. | Affluence       |
| --------------------------- | ------- | --------------------------------- | ---- | ----- | -------------------------------------------------------- | ------ | --------------- |
| Dimanche 18 août 1946       | J01     | RCFC Besançon                     | Ext. | 0 - 2 | -                                                        | ?      | ?               |
| Dimanche 25 août 1946       | J02     | AS Avignon                        | Dom. | 1 - 1 | ?                                                        | 16     | ?               |
| Dimanche 1er septembre 1946 | J03     | AS Troyes-Savinienne              | Ext. | 1 - 6 | Crépin 49e                                               | 17     | ?               |
| Dimanche 8 septembre 1946   | J04     | US Valenciennes-Anzin             | Dom. | 2 - 2 | ?                                                        | 18     | ?               |
| Dimanche 15 septembre 1946  | J05     | Olympique d'Antibes-Juan-les-Pins | Dom. | 3 - 0 | Scuiller (X1), Flak (X1), ? (X1)                         | 16     | ?               |
| Jeudi 19 septembre 1946     | J06     | Stade clermontois                 | Ext. | 0 - 0 | -                                                        | 15     | ?               |
| Dimanche 29 septembre 1946  | J08     | OGC Nice                          | Dom. | 0 - 1 | -                                                        | 19     | ?               |
| Dimanche 6 octobre 1946     | J09     | SC Toulon                         | Dom. | 3 - 2 | Deru ?, Le Floch ?, Scuiller ?                           | 15     | ?               |
| Dimanche 13 octobre 1946    | J10     | SR Colmar                         | Ext. | 0 - 0 | -                                                        | 14     | 2.500           |
| Dimanche 20 octobre 1946    | J11     | Angers SCO                        | Ext. | 1 - 0 | Le Floch 61e                                             | 12     | ?               |
| Dimanche 27 octobre 1946    | J12     | SA Douai                          | Dom. | 3 - 1 | Scuiller 15e, Crépin 51e 60e                             | 12     | ?               |
| Dimanche 3 novembre 1946    | J13     | USA Pepignan                      | Ext. | 5 - 2 | Scuiller (X2), Le Floch (X2), Raab (X1)                  | 6      | ?               |
| Dimanche 10 novembre 1946   | J14     | Olympique alésien                 | Dom. | 4 - 2 | Crépin (X1), Scuiller (X1), Gergotich (X1), Raab (X1)    | 6      | 4.500           |
| Dimanche 17 novembre 1946   | J15     | Amiens AC                         | Ext. | 4 - 1 | Le Floch 13e, Scuiller 55e 83e 89e                       | 4      | 1.800           |
| Dimanche 1er décembre 1946, | J16     | FC Sochaux-Montbéliard            | Dom. | 2 - 2 | Scuiller 25e, Le Floch 49e                               | 4      | 9.162           |
| Dimanche 22 décembre 1946   | J18     | Nîmes Olympique                   | Dom. | 1 - 1 | Crépin 65e                                               | 5      | 3.000           |
| Mardi 24 décembre 1946      | J19     | AS Béziers                        | Dom. | 2 - 1 | Crépin 21e, Lemaître 89e                                 | 4      | 1.800           |
| Dimanche 29 décembre 1946   | J20     | AS Charentes                      | Ext. | 0 - 0 | -                                                        | 4      | 1.713           |
| Dimanche 12 janvier 1947    | J21     | Lyon OU                           | Dom. | 1 - 1 |                                                          | 5      |                 |
| Samedi 18 janvier 1947      | J22     | CA Paris                          | Ext. | 3 - 0 | Le Floch (X1), Scuiller (X1), Rivero 89e                 | 4      | ?               |
| Dimanche 26 janvier 1947    | J23     | US Le Mans                        | Dom. | 7 - 2 | Crépin (X3), Scuiller (X2), Gergotich 21e, Pouillot (X1) | 2      | 2.500           |
| Dimanche 9 février 1947     | J24     | Olympique d'Antibes-Juan-les-Pins | Ext. | 3 - 2 | Crépin 39e, Gergotich 43e 86e                            | 2      | 1.200           |
| Dimanche 16 février 1947    | J25     | Stade clermontois                 | Dom. | 3 - 1 |                                                          |        |                 |
| Dimanche 23 février 1947    | J27     | OGC Nice                          | Ext. | 1 - 0 |                                                          |        |                 |
| Dimanche 2 mars 1947        | J28     | RCFC Besançon                     | Dom. | 2 - 0 |                                                          |        |                 |
| Dimanche 9 mars 1947        | J29     | AS Avignon                        | Ext. | 1 - 1 |                                                          |        |                 |
| Jeudi 13 mars 1947          | J30     | FC Sochaux-Montbéliard            | Ext. | 0 - 9 | -                                                        |        |                 |
| Dimanche 16 mars 1947       | J31     | Lyon OU                           | Ext. | 1 - 1 | Raab 30e                                                 | 3      | ?               |
| Dimanche 23 mars 1947       | J32     | AS Troyes-Savinienne              | Dom. | 0 - 0 | -                                                        | 3      |                 |
| Dimanche 30 mars 1947       | J33     | US Valenciennes-Anzin             | Ext. | 0 - 2 | -                                                        | 4      | ?               |
| Dimanche 6 avril 1947       | J35     | AS Charentes                      | Dom. | 3 - 4 | Crépin 60e 80e, Rivero 62e                               | 6      | 3.900           |
| Dimanche 20 avril 1947      | J36     | SC Toulon                         | Ext. | 2 - 0 | Crépin 88e                                               | 6      | 4.000           |
| Dimanche 27 avril 1947      | J37     | SR Colmar                         | Dom. | 1 - 2 | ?                                                        | 7      | ?               |
| Jeudi 1er mai 1947          | J38     | Nîmes Olympique                   | Ext. | 2 - 1 |                                                          |        |                 |
| Dimanche 4 mai 1947         | J39     | AS Béziers                        | Ext. | 0 - 3 | -                                                        | 7      |                 |
| Dimanche 11 mai 1947        | J40     | US Le Mans                        | Ext. | 0 - 5 | -                                                        | 7      | 3.609           |
| Jeudi 15 mai 1947,          | J41     | Angers SCO                        | Dom. | 0 - 3 | -                                                        | 8      | 9.552 ou 10.500 |
| Dimanche 18 mai 1947        | J42     | CA Paris                          | Dom. | 1 - 1 | Abautret 14e                                             | 8      | 2.500           |
| Dimanche 25 mai 1947        | J43     | USA Perpignan                     | Dom. | 2 - 2 |                                                          | 8      |                 |
| Dimanche 1er juin 1947      | J44     | SA Douai                          | Ext. | 1 - 3 | ?                                                        | 8      | ?               |
| Dimanche 15 juin 1947       | J46     | Olympique alésien                 | Ext. | 0 - 2 | -                                                        | 8      | 6.500           |
| Jeudi 19 juin 1947          | J45     | Amiens AC                         | Dom. | 0 - 1 | -                                                        | 8      | 1.500           |

### Coupe de France
La Coupe de France 1946-1947 est la 30e édition de la Coupe de France, une compétition à élimination directe mettant aux prises tous les clubs de football amateurs et professionnels à travers la France métropolitaine. Elle est organisée par la FFF et ses ligues régionales.
| Date                      | Tour                     | Adversaire       | Niveau        | Lieu   | Score      | Buteurs du FC Nantes       | Affluence |
| ------------------------- | ------------------------ | ---------------- | ------------- | ------ | ---------- | -------------------------- | --------- |
| Dimanche 24 novembre 1946 | 5e tour                  | AS Saint-Servan  | DH Ouest (D3) | Ext.   | 6 - 0      | ?                          | ?         |
| Dimanche 15 décembre 1946 | 6e tour                  | Stade briochin   | DH Ouest (D3) | Dom.   | 3 - 0      | Scuiller (X2), Crépin (X1) | 3.000     |
| Samedi 4 janvier 1947     | 1/32e de finale          | US Cazères       | DH Midi (D3)  | Neutre | 2 - 2 a.p. | Crépin 67e, Giovanetti 95e | 1.010     |
| Mercredi 15 janvier 1947  | 1/32e de finale (rejoué) | US Cazères       | DH Midi (D3)  | Neutre | 5 - 2      | ?                          | ?         |
| Dimanche 2 février 1947   | 1/16e de finale          | AS Cannes-Grasse | D1            | Neutre | 0 - 2      | -                          | 4.000     |

## Statistiques

### Statistiques collectives
| Compétition     | Débute au tour | Termine         | Matches joués | Gagnés | Nuls | Perdus | Buts pour | Buts contre | Différence |
| --------------- | -------------- | --------------- | ------------- | ------ | ---- | ------ | --------- | ----------- | ---------- |
| Division 2      | -              | 8e              | 42            | 16     | 13   | 13     | 66        | 70          | -4         |
| Coupe de France | 5e tour        | 1/16e de finale | 5             | 3      | 1    | 1      | 16        | 6           | +10        |
| Total           | -              | -               | 47            | 19     | 14   | 14     | 82        | 76          | +6         |

## Affluences
Affluence du FC Nantes à domicile